# Aptos (carattere)
Aptos, precedentemente noto come Bierstadt, è un carattere sans-serif creato da Steve Matteson.
Nel 2023 il carattere ha sostituito Calibri in Microsoft Office come font predefinito, dopo essere stato selezionato tra cinque possibili font commissionati nel 2021.
Il nome deriva da Aptos, California, mentre il nome originale del carattere deriva dall'omonimo monte in Colorado.